# Арташесіди

Прапор династії Арташесидів

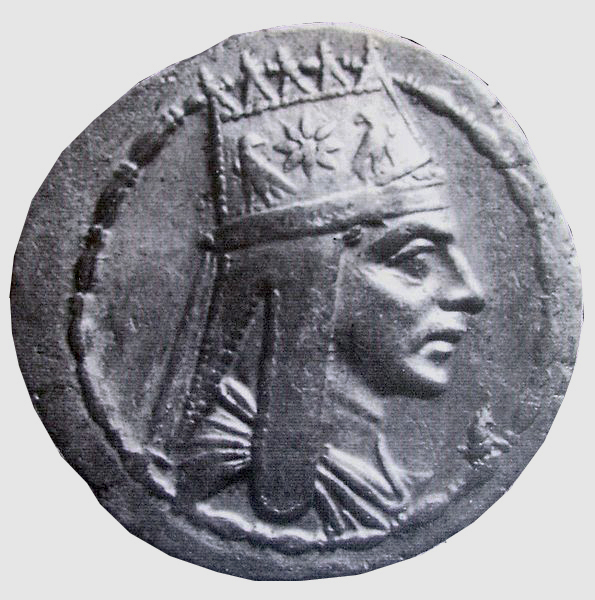
Срібна монета з зображенням Тиграна II Великого

Арташесіди (вірм. Արտաշեսյաններ) — вірменська царська династія. За поширеною теорією династія бере свій початок від вірменської династії іранського походження Єрвандидів. Втім це є дискусійним питанням. Правила з 189 до н. е. до 1 року н. е. Близько 200 до н. е. селевкидський цар Антіох III призначив сатрапом Великої Вірменії Арташеса. Останній після загибелі Антіоха III проголосив себе царем.
Столиця — Арташат (зі 166 до н. е.), Тігранакерт у 77 — 69 до н. е.
Титул: таґавор, арка (цар).

## Джерело
- Хронологічно-генеалогічні таблиці з Всесвітньої історії 4 тт. Автор В. В. Ерліхман. Том 1. Давній Схід та античність. Візантія та Закавказзя. Росія, СРСР, СНД. Східна Європа. Москва — 2002. [Архівовано 30 вересня 2007 у Wayback Machine.]